# 城市大堂

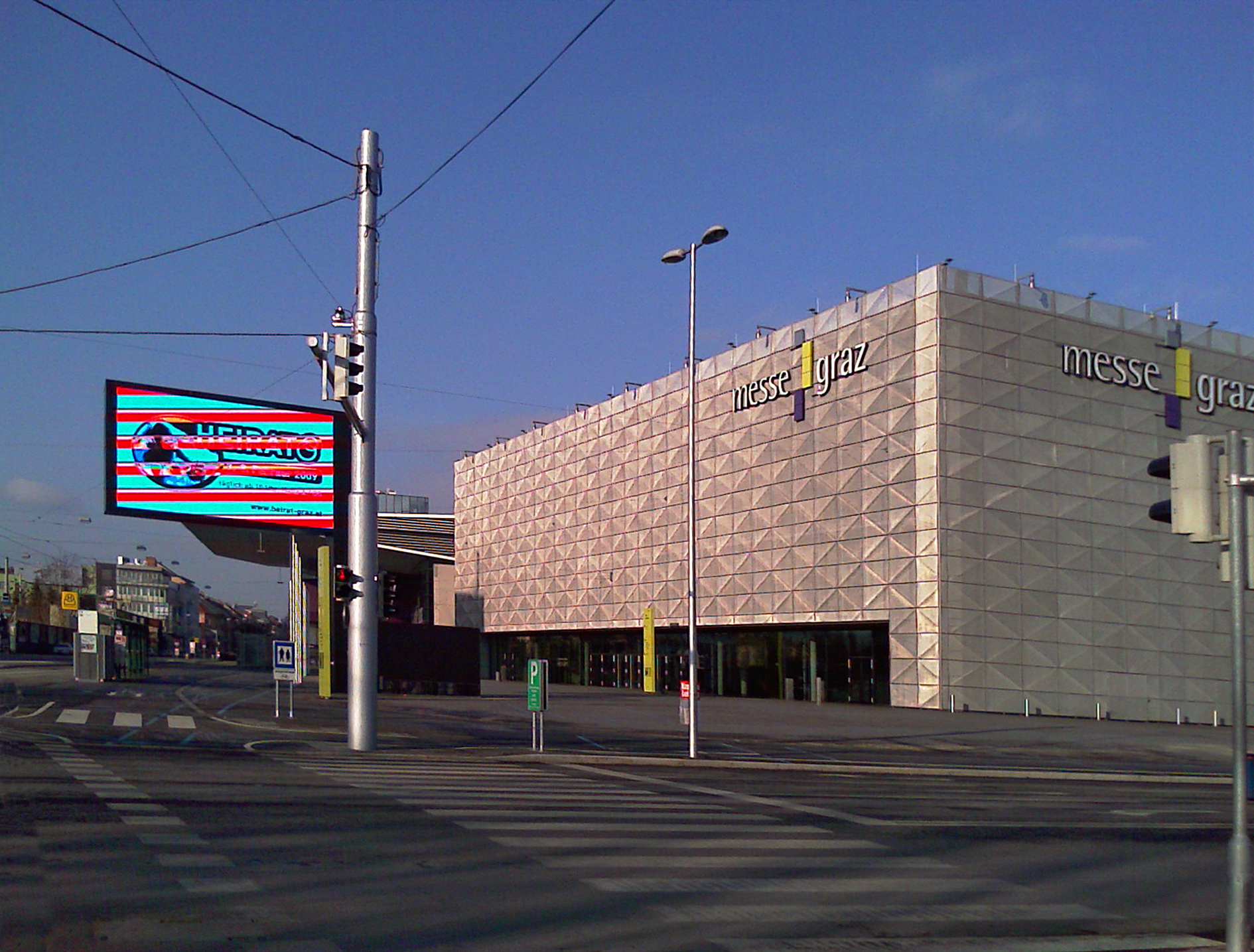
城市大堂旁的展覽大廳A

城市大堂（德語：Stadthalle Graz）是奧地利格拉茨最具規模的展演中心，2000年4月開始興建，於2002年初落成。

## 背景
城市大堂由Messe Congress BetriebsgmbH主導興建，坐落於原格拉茨展覽廳Hall 1之位置。在1998年至1999年間，格拉茨市政廳舉辦建築大賽，而建築師Klaus Kada於1999年12月獲得了合約來興建此展館。展館可擴展區域最多可達14000平方公尺，是兩層的建築。內部幾乎沒有柱子，只靠展場四個角落的四根基本柱來撐起整個建築。

## 歷史
在此展館成立之前，大型活動只於Eisstadion Liebenau溜冰場或Schwarzl休閒中心舉辦。
此展館於2002年首次舉辦活動──第14屆時輪金剛法會，當年達賴喇嘛親自出席會場主持。之後也時常舉辦多項活動，像「想挑戰嗎？」（德語電視綜藝節目）或「Musikantenstadl」（德語電視音樂LIVE表演）。2007年11月16日此展館首次承辦了第44期「The Dome」音樂節目，日後第52期之節目也於此地錄製。2009年此展館主辦了機器人世界盃。其他活動譬如 跳躍之夜(國際自由式摩托車越野賽)，2010年歐洲男子手球錦標賽，哈林籃球隊花式籃球表演，以及各大歌手之演唱會（Xavier Naidoo, Pink等等），都曾於此展演中心舉辦。

## 外部連結
- （德文） 城市大堂官方網站 （页面存档备份，存于）